# زبان عشق
زبان عشق (انگلیسی: Kärlekens språk) یک فیلم سوئدی دربارهٔ آموزش مسائل جنسی است که در سال ۲۰۰۴ منتشر شد.

## بازیگران
- رگینا لوند
- یان میبراند
- کیم آندشون
- برت-اوکه واری